# Žbince
Žbince (in ungherese Nagycseb) è un comune della Slovacchia facente parte del distretto di Michalovce, nella regione di Košice.